# Jānis Ķīvītis
Jānis Ķīvītis (ur. ?) – łotewski lekkoatleta, sprinter.
Na mistrzostwach Europy w 1934 odpadł w eliminacjach na 100 metrów oraz w półfinale na 200 metrów.
Rekordzista Łotwy na różnych dystansach.
Reprezentant kraju w meczach międzypaństwowych na różnych dystansach sprinterskich.

## Rekordy życiowe
- Bieg na 100 metrów – 10,6 (1930) były rekord Łotwy[2]